# 杨尚真
杨尚真（1964年—），男，湖南新晃人，侗族，中华人民共和国政治人物、中国共产党党员、第十三届全国人民代表大会湖南地区代表。
怀化市中医医院国医堂主任，2016年全国五一劳动奖章获得者。2018年2月24日，当选为第十三届全国人大代表。